# Bitva u Korsakova
Bitva u Korsakova bylo námořní střetnutí rusko-japonské války, které se odehrálo 20. srpna 1904. Bitva zabránila chráněnému křižníku Novik uniknout z Port Arthuru, aby se připojil k ruské křižníkové eskadře ve Vladivostoku poté, co byla ruská tichomořská eskadra rozehnána v bitvě ve Žlutém moři.

## Před bitvou
Novik náležel k tichomořské flotě, která byla od vypuknutí války v únoru 1904 blokována japonským námořnictvem v Port Arturu. Když se ruská flota pokusila prorazit blokádu, aby se spojila s křížníkovou eskadrou ve Vladivostoku, byla 10. srpna poražena v bitvě ve Žlutém moři. Během střetu se ruská formace rozpadla, přičemž se některé lodě vracely do Port Arthuru a další prchaly na jih do Žlutého moře, aby vyhledaly útočiště v čínských přístavech. Novik byl mezi loděmi, které směřovaly k jihu.

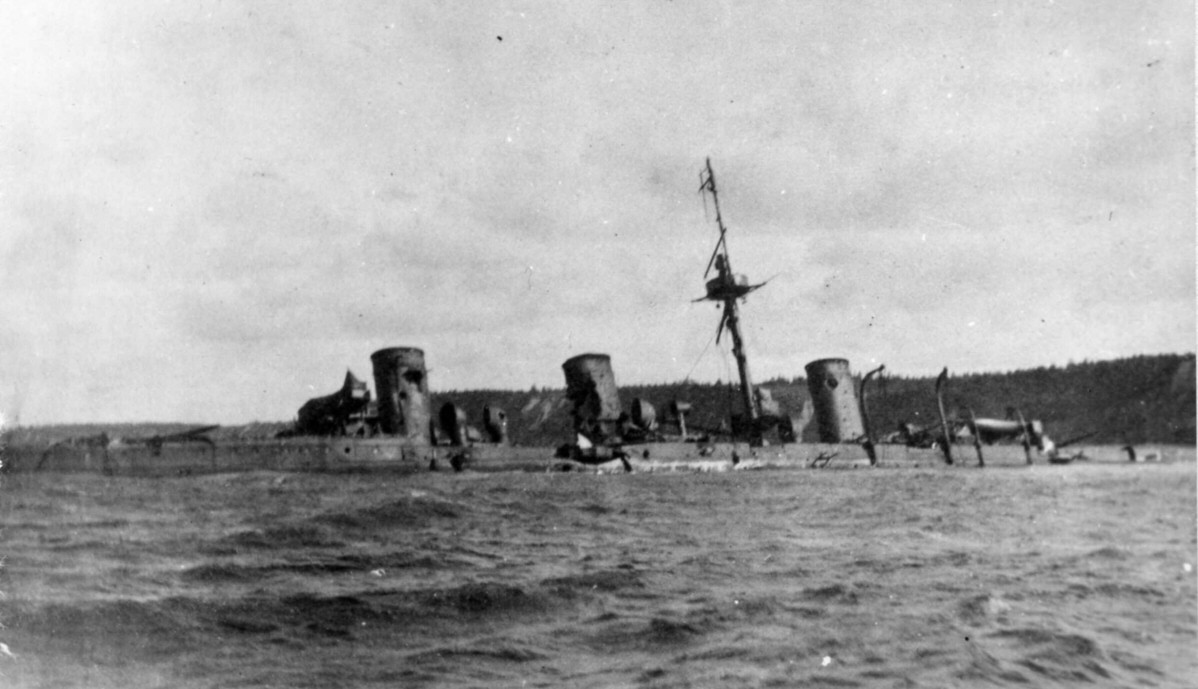
Potopený křižník Novik u Korsakova

O pohybu Noviku měli Japonci málo informací až do 14. srpna, kdy dostali zprávy, že za úsvitu 13. srpna opustil Ťiao-čou a že loď vypadající jako Novik byla spatřena neutrální obchodní lodí ve Východočínském moři na půl cestě ze Šanghaje do Nagasaki 13. srpna v 10:15 a zjevně míří do Van Diemenovy úžiny jižně od Kjúšú. Japonci zprvu nařídili chráněným křižníkům Niitaka a Cušima plout do Cugarského průlivu, kdyby se pokusil doplout touto cestou do Vladivostoku. Pak ale rozkaz zrušili, neboť lodě bylo třeba nasadit v oblasti Šanghaje při hledání chráněného křižníku Askold. Toto rozhodnutí poskytlo Noviku příležitost plout nerušeně na sever. V 05:30 14. srpna proplul jižně od Jakušimy v souostroví Ósumi a směřoval Pacifikem na sever.